# Buzzmarketing
Buzzmarketing je specifická forma marketingu, zaměřená na vyvolávání rozruchu a šíření reklamního sdělení prostřednictvím tzv. word of mouth. Mezi součást buzz marketingu lze označit i virální marketing a astroturfing.
Ludvík Čichovský definuje buzzmarketing jako nízkonákladovou formu spontánní marketingové komunikace vyvolanou vhodně implementovaným podnětem mezi potenciální příznivce, kupující, zákazníky, uživatele a spotřebitele.
Snaha o dosažení buzzmarketingového efektu je motivována dlouhodobým trendem snižování účinku tradičních reklamních nástrojů a zároveň zvyšováním cen za jejich využívání. Podstatou účinnosti buzzmarketingu je vytvoření silného (zábavného, vtipného, šokujícího, kontroverzního) příběhu, jehož zprostředkováním spotřebitel vyvolává zájem svého okolí. Pokud je buzzmarketingová kampaň opravdu úspěšná, média (televize, rádia) se o její masové rozšíření postarají sama.
Tato reklama může být nejlevnější formou reklamy vůbec, avšak o to náročnější je na přípravu a vymyšlení samotné koncepce. Nejdůležitější je nabídnout lidem téma, které je zaujme nebo pobaví natolik, aby sdělení rozšířili mezi své přátele. Těch úspěšnějších kampaní se potom chytí i média, novináři, televize, rádia. Buzz v drtivé většině vzniká sám, nicméně jeho růst a šíření je možné uměle živit.

## Historie
Pojem buzzmarketing poprvé použil Emanuel Rosen v roce 2002. O jeho celosvětové rozšíření se pak v roce 2005 postaral v knize Buzzmarketing: přimějte lidi, aby o vás mluvili Mark Hughes.
Dnes je však Buzzmarketing považován za jednu z nejúčinnějších reklam vůbec.

## Buzz specialisté
- Mark Hughes je dnes ředitelem poradenské firmy Buzzmarketing a moderátorem vlastní rozhlasové talk show The Buzz Factor. Pracoval pro Pep Boys, PepsiCo a Half.com (a tedy i eBay) je vyhledávaným poradcem, lektorem a řečníkem v oblasti Buzzmarketingu. Jeho kniha Buzzmarketing: přimějte lidi, aby o vás mluvili, se stala bestsellerem v oblasti buzzmarketingu.
- Emanuel Rosen je jedním z největších světových odborníků na buzzmarketing, přednáší po celém světě a proslavil se bestsellerem The Anatomy of Buzz.

## Příklady použití

### Reklama Kofola
V Česku se hodně diskutovalo o reklamě Kofoly, kde se mladý student scházel se svojí učitelkou a měl s ní vztah. Reklama vzbudila pohoršení u řady diváků a na internetu se o ní často diskutovalo. Nakonec měla být zakázána, avšak svůj účel splnila – zaujala.

### Reklama Nike
Známým Buzzem v praxi je reklama společnosti Nike. Zde fotbalista předvádí své umění a zaplnil tím většinu světových diskusních fór o fotbalu. Lidé váhali, zda je to podvod nebo to opravdu dokázal. Reklama se dokonce rozebírala v různých pořadech a odborníkům nedala spát. Reklama byla samozřejmě podvod ale opět – zaujala.

### Halfway
Dalším příkladem buzzmarketingu je oregonské město Halfway. Příznivec buzzmarketingu Mark Hughes dokázal přesvědčit místní občany, aby své město přejmenovali na Half.com. Tím dostal jméno své firmy na mapu USA a započal tak masovou publicitu, které se tehdy dostalo jeho začínající firmě. Firma dosáhla velké komerční úspěšnosti a půl roku po tomto tahu byla firma odprodána aukčním serverem eBay za 300 milionů dolarů.

### Electro world
Příkladem buzzmarketingu v českém prostředí je společnost Electro World. Při vstupu společnosti na trh oslovila zákazníky za pomocí tradičních nástrojů, jako jsou letáky a inzerce. Důležitý byl ovšem obsah sdělení, kdy byla elektronika nabízena v omezeném množství za opravdu nízké ceny. Mnozí zákazníci před prodejnou nocovali a před blížící se otevírací dobou ucpali příjezdovou dálnici. Akci tehdy zaznamenala i všechna média a Electro World si díky ní přivlastnil cenotvornou image.